# Patxa
Patxa fue una organización política juvenil del País Vasco francés de ideología abertzale y de izquierdas fundada en 1986. Llevaban a cabo campañas sobre diferentes temas: insumisión, feminismo, apoyo a presos del MLNV, etc.
En 1991 comenzó a colaborar con el colectivo Oldartzen. En las elecciones legislativas de Francia de 1993 pidió el voto para la coalición de Euskal Batasuna y Ezkerreko Mugimendu Abertzalea. En 1994 se fusiona junto a Oldartzen para crear Herriaren Alde.
- Datos: Q9056957